# 아나 폰 외스터라이히 여대공 (1528년)

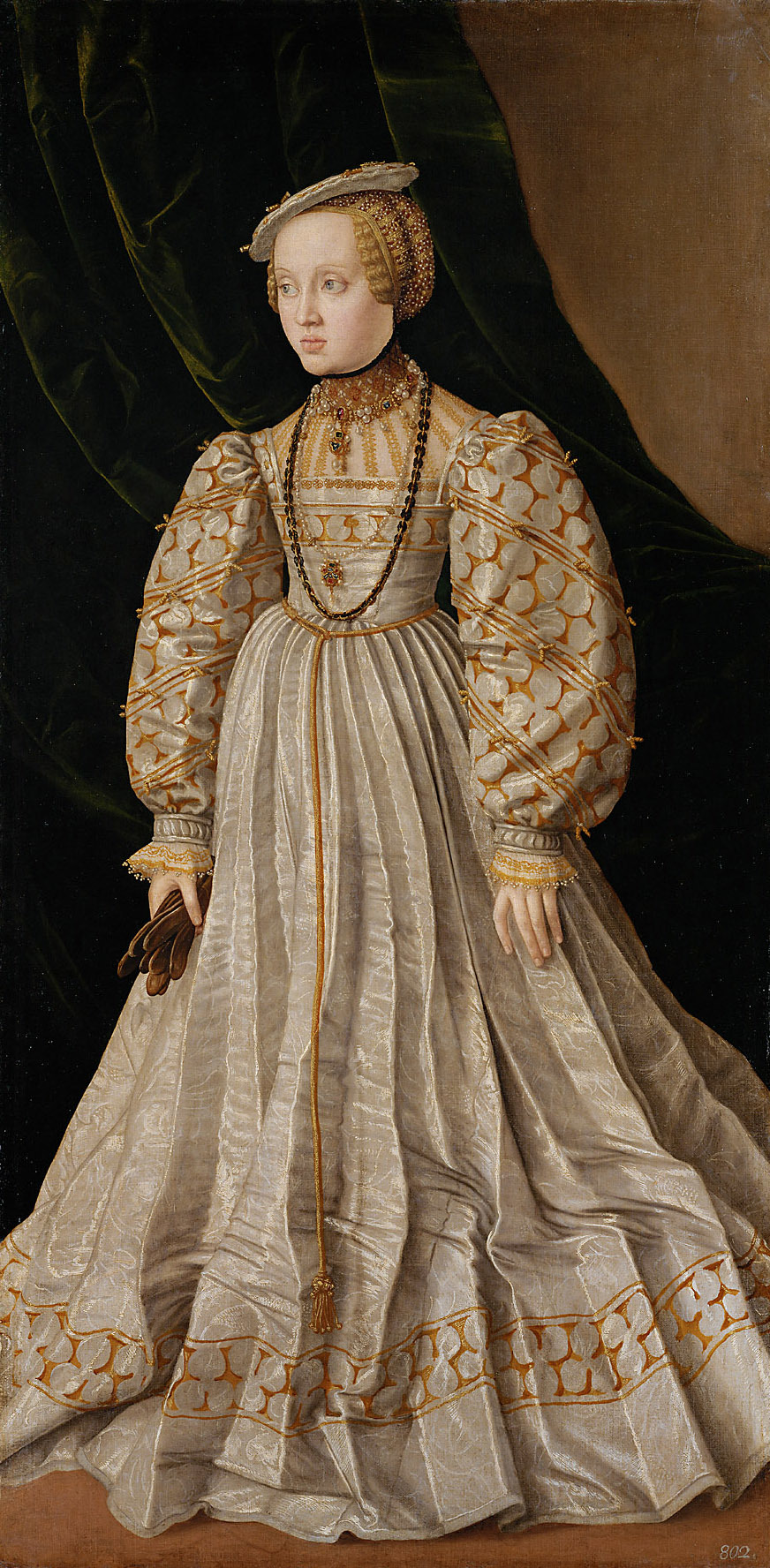
오스트리아의 안나

오스트리아의 안나(Anna von Österreich, 1528년 7월 7일 ~ 1590년 10월 16일)는 바이에른 공 알브레히트 5세의 아내로 신성 로마 제국 황제 페르디난트 1세와 그 아내 안나의 둘째 딸이다.
안나는 바이에른 공자 테오도르, 프랑스 왕자 오를레앙 공작 샤를 등과 약혼했지만 이들이 모두 일찍 죽어 1546년 테오도르의 동생인 알브레히트와 결혼했다. 두 사람 사이에서는 훗날 신성 로마 제국 황제 페르디난트 2세의 어머니가 되는 마리아 안나를 비롯해 일곱 명의 아이들이 태어났다.

## 자녀
- 카를(1547)
- 빌헬름 5세(1548~1626) 바이에른 공
- 페르디난트(1550~1608)
- 마리아 안나(1551~1608) 오스트리아 대공비(페르디난트 2세의 어머니)
- 막시밀리아나 마리아(1552~1614)
- 프리드리히(1553~1554)
- 에른스트(1554~1612)